# Gyök (nyelvészet)
A gyök egy 18-19. századi nyelvészeti szakkifejezés: a szó elsődleges lexikai alapeleme, amely a jelentés tartalom legalapvetőbb rétegeit hordozza, és nem redukálható további alkotórészekre. A gyök nem volt azonos a szótővel, mivel ez utóbbi esetében nem állt fenn a nemredukálhatóság kritériuma. A gyökök lehettek kötött vagy szabad morfémák is. A gyök morfémákat alapvetőnek tartották a toldalékolásban és az összetett szavak képzésében, különösképpen a ragasztó nyelvek esetében.
Ma a „gyök” szakkifejezés a magyar nyelvészetben nem használatos, helyette a korábban gyökként emlegetett elemeket szótöveknek vagy fiktív töveknek nevezik, attól függően, hogy önállóan használatosak-e (pl. KÖRöz és KÖRző – tövük a „kör”), vagy nem (van FORog és FORdul, de nincs magában álló „for”). Az alternatív nyelvészet ugyanakkor továbbra is felhasználja elméleteiben.
A gyök nyelvtani fogalmát nem szabad összekeverni tükörfordításaival. Angolul gyöknek („root”) nevezik azokat az ősi szavakat, amelyek egy nyelvcsalád ősnyelvében a mai nyelvek szavainak eredetéül szolgáltak. Ezen kívül gyökszónak („root word”) nevezik az összetett szavakban gyakran előforduló idegen szavakat is. Pl. televízió és telekommunikáció: mindkét szóösszetétel első tagja a görög tele (τῆλε – „messzi”, „távoli”).
A Czuczor Gergely és Fogarasi János szerkesztette A magyar nyelv szótára szerint a magyar nyelvben mintegy 2000 gyök található.

## Története
Az indiai grammatikusok (pl. Pánini) a szanszkrit nyelvet már az ókorban gyökök alapján rendszerezték. Európába azonban nem jutott el az elképzelés, csak évszázadok elteltével fogalmazták meg újra.
Az elmélet egyik korai európai képviselője Philipp von Zesen (1619-1689) német író, költő és evangélikus lelkész volt. Ugyanakkor több más írástudó is leírt hasonló elméletet: az erdélyi Geleji Katona István református püspök például a gyökökre alapozva érvelt a szóelemző írásmód használata mellett.
A nyelvtudomány akkori állásának megfelelően az 1862-ben megjelent, a Magyar Tudományos Akadémia által gondozott, szerkesztői után Czuczor-Fogarasiként (rövidítve CzFo.) emlegetett nagyszótár, A magyar nyelv szótára is a gyök fogalmát választotta egyik alapelemévé:

„Gyök tulajdonképen a szónak azon egytagú elemi része volna, melynek nincs többé önállósága, köz használatu értelme, milyen pl. dar darab, darabol stb. szókban. Azonban részint mivel az ily szónak ismét lehet társa, mely önálló szó pl. dar-nak tör, részint mivel gyakran számos egytagu szók vagy szórészek egymással ismét megegyeznek valamely közös elemben pl. roz (rozzan gyöke), roh (rohad gyöke), rom, (mely ma ugyan önálló szó, de régebben szinte csak elemzett szórész vala), rogy-(ik), rosz (önálló), stb. beszédrészeknek közös eleme: ro, mely mint látjuk, már részint sajátlagos (nem önálló) gyökökből, részint pedig önálló szókból vonatott el, csak gyökelemnek nevezhető. Innen a „gyök” nevezet alatt a magyar nyelvtudományban ennek két faját értjük, mely is: önálló (vagy élő) gyök; és elvont (régiesen holt) gyök. Amaz másképen gyökszó, pl. az, ez, él, hal, rosz, tör stb. emez csak egyszerűen gyök pl. am em (amaz, emez szókban) hal („halad, halaszt” szókban), roz, dar stb. S ha a két rendbeliek némelyikének találjuk még egy közös elemét, melyet a magyar nyelvérzés még mindig ért vagy érteni látszik, pl. föntebb ro, ennek gyökelem, némelyek szerént csira (szócsira) a neve. Továbbá azon szó vagy szórész, mely már mint gyök módosulaton ment által és szinte mind önálló szó mind csak elvont szórész lehet, pl. romol (önálló) és roml (mint romlik alapja), továbbá romlad (mint romladék alapja), rombol (önálló, honnan rombolok, rombolás, romboló stb.), törzs-nek vagy különösen ragozásnál tőszó-nak neveztetik. Révaynál még mind a törzs, mind a gyök radix.”

– Czuczor-Fogarasi: A magyar nyelv szótára

Egyes nyelvek, például a sémi nyelvek szavainak rendszerezéséhez a gyök fogalma a mai napig kiválóan használható.[forrás?] A nyelvtörténeti kutatások fejlődésével azonban felfedezték a hangtörvényeket, amik aláásták a szavak puszta hasonlóságára építő elméleteket, így a gyök fogalma a legtöbb nyelvben elavulttá vált.[forrás?] Az új felfedezések alapján készülő új szótárak természetesen felhasználták a korábbi munkák tudományosan alátámasztható anyagait is: A magyar nyelv történeti-etimológiai szótára például számos szófejtést átvesz a Czuczor-Fogarasiból.[forrás?]
Bár a nyelvészek a gyökök fogalmát ma már ritkán használják, azt az alapelvet ma is elfogadják, hogy a nyelvhasználók erősen törekednek a hasonló jelentések hasonló kifejezésére (lásd: analógia).

## Értelmezése az alternatív nyelvészetben
A szó gyöke (szógyök) egy jelentési egység (morféma), és mint ilyen, egy absztrakció, bár általában írásban reprezentálható, ugyanúgy mint egy szó. Például a keret és a kert szavak gyöke a KER (a magyar nyelvű irodalom nagy betűkkel különbözteti meg a szavaktól) míg a köret és a körte szavak KÖR gyöke önmagában is értelmes szó. Mások ennél egy lépéssel tovább lépnek, és – mivel a magyar nyelvben is a jelentést főleg a mássalhangzók adják –, a fentieket tovább redukálják K_R formára, ahol az aláhúzás tetszőleges magánhangzót jelent. Ez utóbbi formára jelenleg nincs egységes kifejezés, legtöbbször a teremtő gyök, vagy gyökváz, illetve angolban a másodlagos gyök (ti. mélyebb) fogalma tűnik megfelelőnek.[forrás?]
Az absztrakció jelenlegi végpontja figyelembe veszi az elágazásokat, azaz a fonetikailag lehetséges változatokat is: vagyis ha lehetségesnek tartjuk a K → H, K → G illetve R → L átmeneteket is, akkor a KHG_RL a K_R, K_L, H_R, H_L, G_R, G_L uniója lesz. Ezen teremtő gyökökből származtatott szavak külső jelentése teljesen különböző lehet, míg ha a gyökeik mögött rejlő ikonikus kép (jelentés) ugyanaz, akkor úgynevezett szóbokorról beszélünk.[forrás?]

## Gyökök mint ellentétpárok
Czakó Gábor filozófus tanulmányában kifejti, hogy a gyökök egy része kis változással képes önmaga ellentétét jelenteni. Az általa hozott egypár példa:
- hűvös ↔ heves
- él ↔ hal, öl ↔ ölel, eleven ↔ halovány
- bánt ↔ bán (megbán)
- áldoz, áld ↔ átkoz, átok
- igazság ↔ gazság
- tenyészik ↔ enyészik
- terep (üres tér) ↔ telep (lakott tér)
- ez ↔ az, erre ↔ arra, itt ↔ ott, stb.

A listához még hozzávehető: szabatos ↔ szabados; támad ↔ támogat; vád, vádol ↔ véd, védelem; olvad ↔ alvad; ó ↔ új; ül ↔ áll, bátor ↔ botor (+badar); vesz(pl. magához vesz) ↔ vész(elvész), halad ↔ halódik stb. E jelenség más nyelvekben (pl. az angolban) is megfigyelhető.

## Pár fontosabb magyar gyök
Az alábbiakban következik egypár fontosabb, gyakrabban használt magyar gyök. Az ebből képzett szavakat lásd a szóbokor szócikknél.
- K-R
- SZER
- KÖZ
- TUD
- JEL
- FOG
- SZAB

## Bírálat
Nádasdy Ádám nyelvész 2020-as könyvében részletesen cáfolja az ebben a cikkben fent kifejtetteket.
Nádasdy hangsúlyozza, hogy a „szógyök” vagy „gyök” nyelvészeti értelemben csak az lehet, ami önmagában nem szó, de belőle szabályos képzéssel jönnek létre szavak. Példája szerint gyök a ját- amiből keletkeztethető a ját-ék és a ját-sz-ani. Ha csupán három hangot kiválasztunk, és hozzá sok szót keresünk, amelyekben ezek szerepelnek, ez még nem gyök, és még kevésbé van „elvontabb jelentésköre”. Különösképpen téves, hogy gyöknek tekintik a fog igét (=manysi pugi), és ehhez kapcsolja a cikk a fog főnevet (testrész, =manysi ponk), illetve származékait is, pedig a két szó jelenlegi egyformasága pusztán véletlen homonímia.